# Nodo fisico

Rappresentazione di una macromolecola (in rosso) parzialmente vincolata con nodi fisici con altre macromolecole (in nero)

In chimica dei polimeri e delle macromolecole, con il termine nodo fisico o nodo topologico (in inglese entanglement) si indica l'interconnessione fisica tra due macromolecole.
Sul concetto di nodo fisico si basa la " teoria della reptazione" (introdotta nel 1971 da Pierre-Gilles de Gennes), secondo la quale ciascuna macromolecola scorre all'interno della rete di nodi fisici che la circonda grazie a un movimento ondulatorio, tipico dei serpenti, da cui il nome .

## Cause che influenzano il numero di nodi fisici
A parità di altre condizioni, il numero di nodi fisici che fanno capo a una macromolecola aumenta all'aumentare del peso molecolare della macromolecola. Spostando l'attenzione dalla singola macromolecola all'intero materiale polimerico, il numero di nodi fisici aumenta all'aumentare del peso molecolare medio ponderale (calcolato come la media ponderale dei pesi molecolari di tutte le macromolecole che costituiscono il materiale).
Inoltre il numero di nodi fisici è più elevato in presenza di ramificazioni.

## Fenomeni dovuti alla presenza dei nodi fisici
La presenza dei nodi fisici ha notevoli conseguenze sul comportamento reologico e sulla morfologia di un materiale polimerico.

### Effetto sulla viscosità
A differenza dei cosiddetti "nodi chimici" (o "nodi di reticolazione"), in corrispondenza dei nodi fisici le molecole possono scorrere l'una vicina all'altra, sebbene la mobilità delle macromolecole in corrispondenza di un nodo fisico sia minore della mobilità della macromolecola se non fosse vincolata ad alcun nodo fisico (ad esempio in una soluzione diluita con un composto a basso peso molecolare). All'aumentare del numero di nodi fisici la macromolecola è maggiormente ostacolata dalle altre macromolecole che la circondano, per cui a livello microscopico la mobilità della macromolecola diminuisce, mentre a livello macroscopico la viscosità del materiale polimerico aumenta.

### Effetto sulla viscosità a basse velocità di deformazione
Per un materiale polimerico, la viscosità misurata in condizioni di newtonianesimo {\displaystyle \eta _{0}} varia in maniera lineare al variare del logaritmo del peso molecolare medio {\displaystyle {\overline {M_{W}}}}, secondo una legge del tipo:
{\displaystyle \eta _{0}=k(T)\cdot {\overline {M_{W}}}^{n}}
dove k(T) è una costante che dipende dalla temperatura.
La presenza di nodi fisici fa sì che oltre un certo valore del peso molecolare medio ponderale (detto "peso molecolare medio ponderale critico") si abbia una brusca variazione della pendenza di tale retta, per cui l'equazione precedente può essere scritta come:
{\displaystyle \left\{{\begin{aligned}(perM_{w}\leq M_{w,c})\ \ \ \ \eta _{0}=k(T)\cdot {\overline {M_{W}}}\\\ (perM_{w}\geq M_{w,c})\ \ \ \ \eta _{0}=k(T)\cdot {\overline {M_{W}}}^{3,4}\end{aligned}}\right.}

### Effetto sul carattere newtoniano
A causa della presenza di nodi fisici, a basse velocità di deformazione le macromolecole sono impedite a scorrere liberamente, mentre aumentando la velocità di deformazione i nodi fisici si vanno sciogliendo per cui le macromolecole scorrono più velocemente. Ciò vuol dire che la viscosità di un materiale polimerico dipende dalla velocità di deformazione; in altre parole, a causa dei nodi fisici, i materiali polimerici si comportano da fluidi non newtoniani.

### Effetto sul grado di cristallinità
Durante la solidificazione del polimero (che avviene in corrispondenza della temperatura di fusione per un polimero a elevata cristallinità o in corrispondenza della temperatura di transizione vetrosa per un polimero a bassa cristallinità), i nodi fisici ostacolano l'orientazione delle macromolecole, per cui all'aumentare del numero di nodi fisici diminuisce il grado di cristallinità di un materiale polimerico.